# Mazomanie (condado de Dane, Wisconsin)
Mazomanie es un pueblo ubicado en el condado de Dane en el estado estadounidense de Wisconsin. En el Censo de 2010 tenía una población de 1.090 habitantes y una densidad poblacional de 13,83 personas por km².

## Geografía
Mazomanie se encuentra ubicado en las coordenadas 43°12′2″N 89°46′3″O / 43.20056, -89.76750. Según la Oficina del Censo de los Estados Unidos, Mazomanie tiene una superficie total de 78.8 km², de la cual 76.92 km² corresponden a tierra firme y (2.38%) 1.88 km² es agua.

## Demografía
Según el censo de 2010, había 1.090 personas residiendo en Mazomanie. La densidad de población era de 13,83 hab./km². De los 1.090 habitantes, Mazomanie estaba compuesto por el 97.43% blancos, el 0.09% eran afroamericanos, el 0% eran amerindios, el 1.01% eran asiáticos, el 0% eran isleños del Pacífico, el 0.09% eran de otras razas y el 1.38% pertenecían a dos o más razas. Del total de la población el 0.55% eran hispanos o latinos de cualquier raza.